# Mark McGrath
Mark Sayers McGrath, född 15 mars 1968 i Hartford i Connecticut, är en amerikansk sångare, samt medlem (huvudsångare) i rockbandet Sugar Ray. Han har också medverkat i en del TV-program, bland annat i den femte säsongen av det amerikanska The Masked Singer, där han var utklädd till karaktären "Orca".
McGrath är sedan den 24 september 2012 gift med kosmetologen Carin Kingsland, med vilken han har tvillingbarnen Lydon Edward och Hartley Grace, födda den 29 april 2010.

## Diskografi

### Studioalbum (med Sugar Ray)
- 1995 – Lemonade and Brownies
- 1997 – Floored
- 1999 – 14:59
- 2001 – Sugar Ray
- 2003 – In the Pursuit of Leisure
- 2009 – Music for Cougars
- 2019 – Little Yachty

### Solo-EP
- 2015 – Summertime's Coming

### Singlar
- 2017 – "Do It Again" (tillsammans med Mike Love och John Stamos) (ursprungligen framförd av The Beach Boys)